# Lemino BOXING
Lemino BOXING（レミノ・ボクシング） は、NTTドコモ（以下ドコモ）の動画配信サービスであるLeminoにて配信されるプロボクシング中継である。
本項ではドコモグループが手掛ける動画配信でのボクシング中継を扱う。

## 概要
2023年4月12日に開始したLeminoにより、フェニックスプロモーション（大橋ボクシングジム）主催興行を生配信している。映像制作は大橋ジムとマネジメント契約を結ぶ株式会社セカンドキャリア に委託。
現在は原則月1回後楽園ホールで開催される定期興行「Lemino BOXING PHOENIX BATTLE」と、ドコモも運営に関与している有明アリーナなどで年数回開催される世界タイトルマッチをメインとする「Lemino BOXING 世界タイトルマッチ」の2番組が配信されている。後者は2024年まで6回戦以下のアンダーカードは生配信されていなかった。
なお、興行名としては「NTTドコモ Presents」の冠付きとなる。またドコモに加えて日刊スポーツ新聞社も後援として関わっている。
「Lemino BOXING」開始当初の配信形態は以下の通りであった。
- Lemino（無料。要dアカウント） - 生配信及び2週間の見逃し配信。但し世界タイトルマッチは生配信のみ。
- Leminoプレミアム（定額料金制） - 生配信及びアーカイブ配信見放題。
- ひかりTVチャンネル1 - 生放送。
- ひかりTV見放題ビデオ - アーカイブ配信見放題。

一部興行はSPOOXが提供するバリュープラン Powerd by Lemino及びAmazon Prime VideoチャンネルのLeminoセレクト（2024年10月1日開始）でもアーカイブ配信を行っている。
なお、2025年4月以降は一部の世界タイトルマッチを除きLeminoプレミアム独占生配信となる（後述の通りdTV時代も定額制だったため2年ぶりに定額制に戻されたことになる）。これに伴い世界タイトルマッチも第1試合から全試合配信となっている。

### PHOENIX BATTLE
2018年より当時NTTぷらら（2022年7月1日にドコモと合併）の映像配信サービスであったひかりTVが世界王座を3階級制覇していた井上尚弥とスポンサー契約を結んでいた関係で、井上が所属するフェニックスプロモーション主催により2021年7月21日に後楽園ホールで行われた「第79回フェニックスバトル」をひかりTVのテレビサービスである「ひかりTVチャンネル1」及びドコモが提供するdTVチャンネルの「ひかりTVチャンネル+」で全6試合が生中継された。この中継は定額制サービスとしての配信だった。
それまでフェニックスバトルはフジテレビにて「FUJI BOXING-PHOENIX BATTLE」として放送されていたが、以降はひかりTVとフジテレビで交互に放映権が変わる仕組みになった。ひかりTV版はメインを大橋所属以外で組むことが多い。
10月19日の第81回からひかりTV版は「PXB PHOENIX BATTLE powerd by ひかりTV」として配信（興行上は「NTTフェニックスバトル」）。ロゴも「PXB」の文字を大きく表したものになっている。
2022年2月の第85回よりフェニックスバトルは毎月1回の開催となり、偶数月をひかりTVが担当する。
4月22日のPHOENIX BATTLE 87（メインは谷口将隆（ワタナベ） vs 石澤開（M.T）のWBO世界ミニマム級タイトルマッチ）よりABEMA PPV ONLINE LIVE（1,500円相当。ABEMAプレミアム会員は無料）でもサブライセンスとして配信。
8月26日のPHOENIX BATTLE 91にてdTV初配信。
2023年4月26日のPHOENIX BATTLE 99よりプラットフォームがLeminoに変更され、タイトルも「Lemino BOXING PHOENIX BATTLE」に改称。併せてドコモが大橋ジム全体のスポンサーとなった。その際にタイトルロゴも一新されたが、韓国で開催される「PHOENIX BATTLE SEOUL」においてはPXBロゴの使用が継続されている（ただし、「PHOENIX BATTLE SEOUL」の日本国内での中継はなし）。なお、ABEMAへのサブライセンスは終了。
2023年11月以降のLemino BOXING PHOENIX BATTLEは共同開催も増加して奇数月にも組まれるようになってた。最終木曜日の開催が多いが、変則的に月2回開催となったり、逆に開催がない月もある。
2024年1月12日のPHOENIX BATTLE 109は真正プロモーションと共同開催で女子トリプル世界戦を含めた「女子5大タイトルマッチ」として開催。フェニックスバトルでの女子世界タイトルマッチは2015年10月22日に行われた宮尾綾香（当時大橋） vs 小関桃（青木）のWBA・WBC女子世界アトム級王座統一戦以来約8年ぶりでLemino BOXINGでは初となる。なお、この興行のポスターにはPXBロゴが再度使用されている。
3月1日開催のPHOENIX BATTLE SEOULを初めて録画配信（興行を共催した現地プロモーターによるYouTube生配信（カメラ固定・コメンタリーなし）もあり）。
4月13日、グリーンツダと共催でPHOENIX BATTLE 113 & CRASH BOXING vol.31をLemino BOXING初の国内首都圏外での開催として大阪府立体育会館（エディオンアリーナ大阪）第2競技場にて開催。
2025年2月13日のPHOENIX BATTLE 129 & DANGAN 273の生配信はLemino・FODいずれも行われず、19日にBOXING RAISEで録画配信された。
2025年4月22日配信のPHOENIX BATTLE 133は初のLeminoプレミアム独占生配信となった。
試合前の対戦カード紹介の際にはスマートフォンアプリ「ボクシングモバイル」による勝敗予想も表示される。
権利の都合により配信困難な入場曲については音量を絞り実況を被せる対処を施している。

### 世界タイトルマッチ（旧PXB WORLD SPIRITS）
井上尚弥を始めとする大橋所属選手や後述のLeminoサポート契約選手が出場する世界タイトルマッチをメインとする興行については「PHOENIX BATTLE」とは別枠で配信される。dTV時代には井上命名の「PXB WORLD SPIRITS」のタイトルが付けられていた。この興行は帝拳プロモーションの協力も受けている。
2021年12月14日に両国国技館で行われた井上 vs アラン・ディパエンのWBA・IBF世界バンタム級タイトルマッチは、ひかりTVとABEMAでともにPPVで生配信された（ひかりTVはGo Toイベントキャンペーン適用価格で税込3,960円）。それまで、井上の試合はフジテレビ系列全国ネット（海外開催はWOWOW）で生中継されていたが、この試合以降国内開催は当番組で配信されることになった。
第2弾となる2022年12月13日に有明アリーナで行われた井上 vs ポール・バトラーの世界バンタム級4団体王座統一戦はdTV定額制として独占生配信されたが、会員登録者急増によるシステムダウンを懸念し、急遽非会員にも無料開放した。
第3弾となる2023年7月25日に有明アリーナで行われるスティーブン・フルトン vs 井上のWBC・WBO世界スーパーバンタム級とロベイシ・ラミレス vs 清水聡のWBO世界フェザー級のダブルタイトルマッチがLeminoにリニューアル後初の世界戦となり、「Lemino BOXING 世界タイトルマッチ」のタイトルでこちらも無料配信された。生中継は第4試合以降で行われ、第3試合までは休憩時間にハイライトとして配信された。
2025年5月28日に横浜BUNTAIで開催される武居由樹 vs ユッタポン・トンデイのWBO世界バンタム級とエドアルド・ヌニェス vs 力石政法のIBF世界スーパーフェザー級のダブルタイトルマッチは、初めてLeminoプレミアムで有料生配信された（アメリカとカナダ及びヨーロッパ全域ではDAZNにて配信）。以降は井上の試合を含めて状況次第でプレミアム配信を検討する方針としている が、9月14日にIGアリーナで開催される井上 vs ムロジョン・アフマダリエフの世界スーパーバンタム級タイトルマッチ他のトリプルタイトルマッチは無料配信となる予定である。
| 日付                   | タイトル                             | カード                                           | 会場             | 配信形態   | 参考 |
| ---------------------- | ------------------------------------ | ------------------------------------------------ | ---------------- | ---------- | ---- |
| 2021年12月14日         | WBA・IBFバンタム級                   | 井上尚弥 対 アラン・ディパエン                   | 両国国技館       | PPV        |      |
| 2022年12月13日         | WBA・WBC・IBF・WBOバンタム級         | 井上尚弥 対 ポール・バトラー                     | 有明アリーナ     | 無料       | 詳細 |
| 2023年7月25日          | WBC・WBOスーパーバンタム級           | スティーブン・フルトン 対 井上尚弥               | 有明アリーナ     | 無料       | 詳細 |
| 2023年7月25日          | WBOフェザー級                        | ロベイシ・ラミレス 対 清水聡                     | 有明アリーナ     | 無料       | 詳細 |
| 2023年12月26日         | WBA・WBC・IBF・WBOスーパーバンタム級 | 井上尚弥 対 マーロン・タパレス                   | 有明アリーナ     | 無料       | 詳細 |
| 2024年9月3日           | WBA・WBC・IBF・WBOスーパーバンタム級 | 井上尚弥 対 TJ・ドヘニー                         | 有明アリーナ     | 無料       | 詳細 |
| 2024年9月3日           | WBOバンタム級                        | 武居由樹 対 比嘉大吾                             | 有明アリーナ     | 無料       | 詳細 |
| 2025年1月24日          | WBA・WBC・IBF・WBOスーパーバンタム級 | 井上尚弥 対 キム・イェジョン                     | 有明アリーナ     | 無料       | 詳細 |
| 2025年5月28日          | WBOバンタム級                        | 武居由樹 対 ユッタポン・トンデイ                 | 横浜BUNTAI       | プレミアム |      |
| 2025年5月28日          | IBFスーパーフェザー級                | エドアルド・ヌニェス 対 力石政法                 | 横浜BUNTAI       | プレミアム |      |
| 2025年6月19日          | WBOウェルター級                      | ブライアン・ノーマンJr. 対 佐々木尽              | 大田区総合体育館 | プレミアム |      |
| 2025年6月19日          | IBFライトフライ級                    | クリスチャン・アラネタ 対 タノンサック・シムシー | 大田区総合体育館 | プレミアム |      |
| 2025年9月14日 （予定） | WBA・WBC・IBF・WBOスーパーバンタム級 | 井上尚弥 対 ムロジョン・アフマダリエフ           | IGアリーナ       | 無料       |      |
| 2025年9月14日 （予定） | WBOバンタム級                        | 武居由樹 対 クリスチャン・メディナ               | IGアリーナ       | 無料       |      |
| 2025年9月14日 （予定） | WBAミニマム級                        | 高田勇仁 対 松本流星                             | IGアリーナ       | 無料       |      |

### サポート契約選手
サポート契約とはLeminoが選手活動のサポートを行う契約のことで、放映権契約については独占ではないため他興行への出場も可とする。
- 佐々木尽（八王子中屋）[20]
  - サポート契約後の2023年7月8日にエスフォルタアリーナ八王子で行われた星大翔とのWBOアジアパシフィックウェルター級タイトルマッチは（サポート契約より前に発表されていた）U-NEXTにて配信された。
  - なお、八王子中屋は11月27日に後楽園ホールにて「PHOENIX BATTLE 107」を共同開催（佐々木は試合出場せずナビゲーターとしてVTR出演）。
  - 2024年5月16日の「PHOENIX BATTLE 116」のメインに出場。

### その他
2023年5月20日に行われた「DANGAN 259 & 井上尚弥4団体統一記念モンスタートーナメント予選」はBOXING RAISEで生配信されたものからテロップカードを削除してアーカイブ配信された。

## 主な出演者

### 解説
- 川島郭志（元WBC世界スーパーフライ級王者） - 世界タイトルマッチのみ。フジテレビ解説者兼。
- 長谷川穂積（元WBC世界バンタム級・フェザー級・スーパーバンタム級3階級王者） - WOWOW・Prime Video・U-NEXT解説者兼。
- 八重樫東（元WBA世界ミニマム級・WBCフライ級・IBFライトフライ級3階級王者） - フジテレビ・Prime Video解説者兼。

過去
- 畑山隆則（元WBA世界スーパーフェザー級・ライト級2階級王者）
- 西岡利晃（WBC世界スーパーバンタム級名誉王者）
- 山中慎介（元WBC世界バンタム級王者）
- 村田諒太（元WBA世界ミドル級スーパー王者）
- 岩佐亮佑（元IBF世界スーパーバンタム級王者）
- 細川バレンタイン（元日本スーパーライト級王者）
- 亀海喜寛（元東洋太平洋ウェルター級王者、元日本スーパーライト級王者） - 2025年3月までレギュラー。

### ゲスト解説
- 平岡アンディ（元WBOアジアパシフィックスーパーライト級王者）
- 佐々木尽（WBOアジアパシフィックウェルター級王者） - Lemino BOXINGサポート契約選手
- 清水聡（元東洋太平洋フェザー級王者）
- 井上浩樹（元WBOアジアパシフィックウェルター級王者）

### 実況
- 赤平大 - フルトン vs 井上戦より出演。以降のPHOENIX BATTLEでメイン実況兼MC、世界タイトルマッチでアンダーカード実況。井上 vs ドヘニー、武居 vs 比嘉でLemino世界タイトルマッチ初実況。WOWOW実況兼。
  - テレビ東京時代に『ノックアウトボクシング』実況歴あり。
- 中野玄 - フルトン vs 井上戦より出演。世界タイトルマッチのレポーター。以降のPHOENIX BATTLEでアンダーカード実況。
- 中元翔一 - 主にアンダーカード実況。U-NEXT実況兼。
- 市川勝也 - 主に世界タイトルマッチのアンダーカード実況。ABEMA実況兼。

過去
- 矢野武 - PHOENIX BATTLE101までメイン実況。

以下は世界タイトルマッチの実況兼MC
- 鈴木健 - フルトン vs 井上の実況兼MC。
  - 日本テレビエグゼクティブアナウンサーであるが、WOWOWなどと同様に在籍出向扱いで出演。U-NEXT『DYNAMIC GLOVE』ではMC兼実況。

- 長坂哲夫 - 井上 vs タパレスの実況兼MC。
  - フジテレビ時代に『ダイヤモンドグローブ』実況歴あり。

鈴木以外はフリーアナウンサーで、矢野、市川、中野、中元の4人はボイスオン所属。

### リポーター
過去
- 涼那 - PHOENIX BATTLE117から131まで出演。
- 原麻梨乃 - PHOENIX BATTLE119から132まで出演。

### 備考
- 2023年までPHOENIX BATTLEの第1試合は解説を置かず、実況のみで進行していた。
- PHOENIX BATTLEは通常長谷川ともうひとり（2024年4月から2025年3月までは亀海。4月以降は八重樫または試合のない大橋所属現役選手）の2人体制で、長谷川はセミ前及びセミファイナルを担当し、メインイベントはダブル解説。世界タイトルマッチは川島・長谷川のダブル解説。
- リポーターはPHOENIX BATTLE興行ごとに交代出演していた。2025年4月以降はゲストを実況席に招いている。

## テーマ曲
- TAK MATSUMOTO「BATTLEBOX」 - 井上 vs タパレス戦より使用。

## 関連番組

### 殴道BOXER'S ROAD
殴道BOXER'S ROAD（ボクサーズロード）は、2022年5月4日から毎週水曜日22時30分より初回配信され、全10回配信された番組。
大橋ジム監修の下、全国のジムに所属するプロボクサー候補生から金の卵8名を選抜し、6月29日開催の「PXB PHOENIX BATTLE89」出場権を懸けて争った。

#### 出演
監修・プロモーター
- 大橋秀行（大橋ジム会長）

番組ナビゲーター
- 魔裟斗
- 山本美憂

育成トレーナー
- 平岡ジャスティス（平岡アンディの父）
- 細川バレンタイン
- 松本好二
- 八重樫東

#### 候補生
- 内田勇心（大橋）
- 小川魁星（伴流）最終審査通過
- 小針智生（大橋）
- 佐藤友規（punchout）優勝
- 中島海二（八王子中屋）1次審査通過
- 中谷清彩人（EBISU K's BOX）
- 山口鋭正（小熊）1次審査通過
- 渡部龍昇（REBOOT.IBA）